# Hjalmar Gullberg

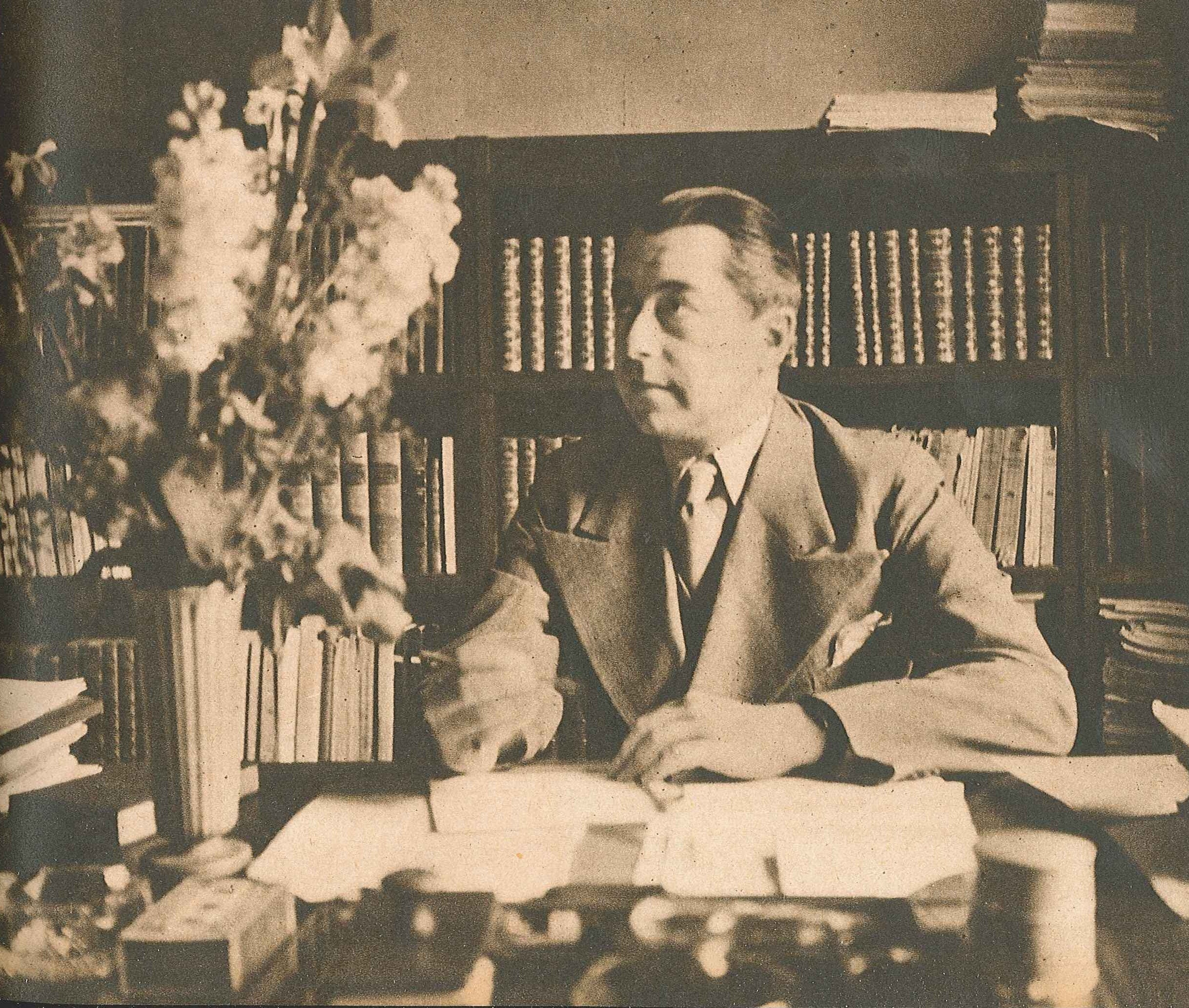
Hjalmar Gullberg am Schreibtisch, Anfang der 1940er Jahre.

Hjalmar Gullberg (Aussprache [ˌ ʝalːmaʁ ˈgɵlːbæʁʝ], * 30. Mai 1898 in Malmö; † 19. Juli 1961 bei Svedala) war ein schwedischer Dichter.

## Leben
Hjalmar Gullberg wurde nichtehelich geboren und wuchs bei Adoptiveltern auf, was er später stets als traumatisch beschrieb. Während seines Studiums an der Universität Lund war er Redakteur der angesehenen Studentenzeitung Lundagård und trug wesentlich zu ihrer damaligen Blüte bei. Er war von 1936 bis 1950 Chef des schwedischen Radioteatern („Radiotheater“) und ab 1940 Mitglied der Schwedischen Akademie. 1944 wurde er von der Universität Lund zum Ehrendoktor der Philosophie ernannt. Schwer an Krebs erkrankt, setzte Hjalmar Gullberg seinem Leben selbst am 19. Juli 1961 ein Ende, als er im See Yddingen in Schonen ertrank.

## Bedeutung
Hjalmar Gullberg gilt als einer der bedeutendsten schwedischen Dichter. Sein Werk steht am Übergang von traditioneller zu moderner Lyrik. Seine häufig kunstvollen Gedichte sind von großer Ausdruckskraft und nahezu musikalischer Sprachgewalt. Hjalmar Gullberg knüpfte oft an biblische und antike Motive an, bearbeitete aber auch aktuelle und gegenwartsbezogene Themen. So huldigte er während des Zweiten Weltkriegs demonstrativ dem von deutschen Truppen besetzten Dänemark und dessen freiheitlicher geistiger Tradition. Hjalmar Gullbergs Gedichte behandeln häufig philosophische Fragen und beschäftigen sich mit der Stellung des Einzelnen in der Welt zwischen Gottvertrauen und Vereinsamung.
Daneben sind in der Dichtung von Hjalmar Gullberg auch humoristische, teilweise sogar parodistische Züge zu finden. Durch Verwendung von umgangssprachlichen und alltäglichen Ausdrücken in ernsten Zusammenhängen schuf er oft eine ironische Distanz, die eine nüchterne Sachlichkeit ermöglicht und seine Gedichte vor jeder Art von Sentimentalität oder Pathos bewahrt.
Hjalmar Gullberg zeichnete sich auch durch bedeutende Übersetzungen aus, insbesondere aus dem Altgriechischen, dem Deutschen und dem Französischen.

## Werke
- I en främmande stad („In einer fremden Stadt“, 1927)
- Sonat („Sonate“, 1929)
- Andliga övningar („Geistliche Übungen“, 1932)
- Kärlek i tjugonde seklet („Liebe im Zwanzigsten Jahrhundert“, 1933)
- Ensamstående bildad herre („Alleinstehender gebildeter Herr“, 1935)
- Att övervinna världen („Die Welt überwinden“, 1937)
- Röster från Skansen („Stimmen aus Skansen“, 1941)
- Fem kornbröd och två fiskar („Fünf Kornbrote und zwei Fische“, 1942)
- Dödsmask och lustgård („Totenmaske und Lustgarten“, 1952)
- Terziner i okonstens tid („Terzinen in der Zeit der Unkunst“, 1958)
- Ögon, läppar („Augen, Lippen“, 1959)